# Alfred Rosenberg
Alfred Ernst Rosenberg, baltsko-nemški teoretik in nacistični ideolog, * 12. januar 1893, Talin, Ruski imperij (zdaj Estonija), † 16. oktober 1946.
Zasedal je več pomembnih mest v vladi Tretjega rajha. Znan je po svojem zavračanju in sovraštvu do krščanstva. Na nürnberških procesih je bil obsojen na smrt in usmrčen z obešanjem zaradi vojnih zločinov in zločinov proti človeštvu.

## Zgodnje življenje
Rosenberg se je rodil 12. januarja 1893 v mestu Reval (danes znan kot Talin), glavnem mestu današnje Estonije. Njegov oče Waldemar Wilhelm Rosenberg je bil bogat trgovec iz Latvije, mati Elfriede pa je prihajala iz Estonije. Mladi Rosenberg je maturiral v domačem kraju in šolanje nadaljeval s študijem arhitekture v Rigi in inženiringa na Moskovski višji tehniški šoli.  
V času bivanja v Revalu je obiskoval atelje finskega slikarja Antsa Laikmaa, toda zapisi o Rosenbergovem razstavljanju ne obstajajo. 
V času ruske revolucije, leta 1917 je Rosenberg podprl protirevolucionarje in po njihovem neuspehu se je izselil v Nemčijo. Z njim je odpotoval tudi  Max Scheubner-Richter, mentor njegove ideologije. Rosenberg je postal eden izmed prvih članov Nacionalsocialistične nemške delavske stranke, ki je bila bolj znana kot Nemška delavska stranka (Deutsche Arbeiterpartei, DAP). Tu je postal tudi Hitlerjev sodelavec.

## Nacistična kariera
Leta 1923, ko je bil Hitler zaprt, je Rosenberg postal voditelj nacionalsocialistov. Ta položaj je obdržal vse do izpustitve Hitlerja. Leta 1929 je Rosenberg ustanovil militantno ligo za nemško kulturo, kasneje pa še »Inštitut za preučevanje judovskega vprašanja«. Slednji je bil namenjen prepoznavanju in napadanju judovskega vpliva na nemško kulturo. Naslednje leto je objavil knjigo o rasni teoriji Mit dvajsetega stoletja (Der Mythus des 20. Jahrhunderts), s ključnimi vprašanji nacionalsocialistične ideologije, kot je bilo na primer judovsko vprašanje. Rosenberg je bil v sklopu nacistov zadolžen tudi za duhovno in filozofsko izobraževanje pripadnikov.

## Rasne teorije
Kot glavni rasni teoretik nacistične stranke je Rosenberg nadziral gradnjo človeške rase, ki je upravičevala rasno in etnično politiko Hitlerja. Na dno lestvice je postavil črnce in Jude, v sam vrh pa arijsko raso. Spodbujal je nordijsko teorijo, ki šteje Nordijce za vodilno raso, nadrejeno vsem ostalim. Močno je nasprotoval tudi homoseksualnosti, saj je menil, da ogroža širitev nordijskega prebivalstva. Njegov odnos do Slovanov je bil fleksibilen, razlikoval se je glede na konkreten narod.
Med vojno je bil Rosenberg, za razliko od Hitlerja, namreč na strani Slovanov, ki so se borili proti boljševizmu; nudil jim je tudi nacionalno neodvisnost.  

## Verske teorije
Zavzemal se je za novo vero, ki naj bi temeljila na prirojenem navdihu nordijske duše. Slednja bi branila svoj plemeniti značaj zoper rasno in kulturno degeneracijo. Verjel je, da je bilo to vključeno v zgodnjih religijah indoevropskih poganstev. Krščanstvo je zavračal zaradi ideje izvirnega greha in naukov o nesmrtnosti duše.
Med drugo svetovno vojno je Rosenberg v tridesetih točkah programa predstavil prihodnost nemške cerkve v okviru ti. nemškega krščanstva. V svojih člankih je napisal:
- nacionalna Cerkev v Nemškem rajhu bo prevzela nadzor nad vsemi ostalimi cerkvami;
- ukinitev objav Biblije;
- iz oltarjev je potrebno odstraniti križe, biblije in podobe svetnikov;
- krščanski križ bo zamenjan s svastiko…

## Medvojna dejavnost
Po invaziji na Sovjetsko zvezo je bil Rosenberg imenovan za vodjo Ministrstva rajha za zasedena vzhodna ozemlja. Predstavil je tudi načrt za organizacijo zasedenih vzhodnih ozemelj, ki je kazala na ustanovitev novih upravnih okrajev. Alfred Rosenberg je bil eden redkih v nacistični hierarhiji, ki je zagovarjal politiko, namenjeno spodbujanju protikomunističnega mnenja med prebivalstvom na zasedenih ozemljih. Njegovo zanimanje za to je prevladovalo predvsem v Ukrajini in Baltskih državah.
Med drugim je bil Rosenberg zaslužen tudi za izdajo plakatov, ki so napovedovali konec sovjetskih kolektivnih kmetij. Prav tako je izdal agrarni zakon, ki je razveljavil vso sovjetsko zakonodajo o kmetijstvu in obnovil družinske kmetije za tiste, ki so želeli sodelovati z okupatorjem.
Ob koncu vojne je bil aretiran in obtožen v vseh treh točkah obtožnice: zločina proti miru; vojni zločini; zaradi vojnih zločinov in zaradi zločinov proti človeštvu. Končna sodba zoper njega ga je izpostavila kot enega izmed glavnih načrtovalcev invazije na Norveško in Sovjetsko zvezo; prav tako naj bi bil neposredno odgovoren za sistematično ropanje v okupiranih državah Evrope, pa tudi za brutalne razmere v vzhodni Evropi. Med sojenjem je napisal spomine, ki so bili objavljeni po njegovi smrti. Delo je bilo uporabljeno tudi kot dokaz na sojenju, saj je v njem na sporen način obravnaval Jude.
Obsojen je bil na smrt in bil usmrčen z drugimi soobtoženci, v Nürnbergu dne 16. 10. 1946.